# Seznam inscenací Divadla na okraji
Seznam inscenací Divadla na okraji obsahuje inscenace z let 1970–1987.

## Přehled inscenací
| Pořadí | Autor                                        | Překladatel | Titul                                                                    | Premiéra           | Počet repříz | Režie                        | Scéna            | Kostýmy | Hudba                      |
| ------ | -------------------------------------------- | ----------- | ------------------------------------------------------------------------ | ------------------ | ------------ | ---------------------------- | ---------------- | ------- | -------------------------- |
| 1      | Comte de Lautréamont                         |             | Zpěvy Maldororovy                                                        | 27. ledna 1970     | 5            | Zdeněk Potužil               |                  |         | Miki Jelínek               |
| 2      | Karel Hlaváček                               |             | Měl něhu jejích kroků                                                    | 30. května 1970    | 5            | Zdeněk Potužil               |                  |         | Miki Jelínek               |
| 3      | Otakar Theer                                 |             | Faethon                                                                  | 9. listopadu 1970  | 1            | Zdeněk Potužil               |                  |         | Miki Jelínek               |
| 4      | Alexandr Blok                                |             | Dvanáct                                                                  | 16. dubna 1971     | 120          | Zdeněk Potužil               |                  |         | Miki Jelínek               |
| 5      | Alexandr Blok                                |             | Panoptikum                                                               | 3. prosince 1971   | 7            | Zdeněk Potužil               |                  |         | Miki Jelínek               |
| 6      | Bohuslav Reynek                              |             | Stopy jdou ke mně                                                        | 8. prosince 1971   | 13           | Zdeněk Potužil               |                  |         | Miki Jelínek               |
| 7      | Karel Hynek Mácha                            |             | Karla Hynka Máchy Máj                                                    | 8. dubna 1972      | 14           | Zdeněk Potužil               |                  |         | Miki Jelínek               |
| 8      | Stanislav Kostka Neumann                     |             | Zpěv zástupů                                                             | 10. května 1972    | 43           | Zdeněk Potužil               |                  |         |                            |
| 9      | Vladimír Majakovskij                         |             | O tom                                                                    | 17. listopadu 1972 | 17           | Zdeněk Potužil               |                  |         | Miki Jelínek               |
| 10     | Zuzana Špůrová                               |             | Nazaret odnaproti                                                        | 26. března 1973    | 11           | Zdeněk Potužil               |                  |         | Miki Jelínek               |
| 11     | Boris Pilňak                                 |             | Odchod ledů                                                              | 20. května 1973    | 19           | Zdeněk Potužil               |                  |         |                            |
| 12     | František Halas                              |             | Znamení potopy                                                           | 18. listopadu 1973 | 10           | Zdeněk Potužil               |                  |         | Miki Jelínek               |
| 13     | Pavel Šváb podle Trumana Capote              |             | Klíženec od Tffanyho                                                     | 13. prosince 1973  | 79           | Pavel Šváb                   |                  |         | Miki Jelínek, Luboš Fidler |
| 14     | Konstanty Ildefons Gałczyński                |             | Zelená husa                                                              | 25. dubna 1974     | 7            | Pavel Šváb                   |                  |         | Miki Jelínek               |
| 15     | Julian Tuwim                                 |             | Bál v opeře                                                              | 14. října 1974     | 19           | Zdeněk Potužil               |                  |         | Frank Zappa                |
| 16     | Rudolf Staník                                |             | Královská pohádka                                                        | 9. února 1975      | 8            | Zdeněk Potužil               |                  |         | Miki Jelínek               |
| 17     | soudobí čeští básníci                        |             | Krajiny                                                                  | 12. dubna 1975     | 5            | Zdeněk Potužil               |                  |         | Miki Jelínek               |
| 18     | Ivan Bunin, dramatizace Zdena Hadrbolcová    |             | Studený úžeh                                                             | 13. června 1975    | 20           | Evald Schorm                 |                  |         | Miki Jelínek               |
| 19     | Vladimír Páral                               |             | Knedlíkové radosti                                                       | 22. září 1976      | 89           | Zdeněk Potužil               |                  |         | Miki Jelínek               |
| 20     | Nikolaj Leskov                               |             | Labuť která škrtí                                                        | 4. listopadu 1976  | 93           | Zdeněk Potužil               |                  |         | Miki Jelínek               |
| 21     | Tadeusz Nowak                                |             | Ďáblové                                                                  | 3. března 1977     | 18           | Zdeněk Potužil               |                  |         | Miki Jelínek               |
| 22     | Bohumil Hrabal                               |             | Postřižiny                                                               | 2. června 1977     | 148          | Zdeněk Potužil               |                  |         | Miki Jelínek               |
| 23     | Zdena Hadrbolcová podle Senecy               |             | ... aneb Faidra                                                          | 28. června 1977    | 38           | Evald Schorm                 |                  |         | Miki Jelínek               |
| 24     | Michail Bulgakov                             |             | Maestro!                                                                 | 16. ledna 1978     | 8            | Svatopluk Vála               |                  |         | Miki Jelínek               |
| 25     | Jan Weiss                                    |             | Dům o tisíci patrech                                                     | 22. února 1978     | 8            | Zdeněk Potužil               |                  |         | Miki Jelínek               |
| 26     | Jiří Šotola                                  |             | Kuře na rožni                                                            | 2. prosince 1978   | 65           | Zdeněk Potužil               |                  |         | Miki Jelínek               |
| 27     | současní básníci                             |             | Ona s velkým P                                                           | 2. března 1979     | 5            | Zdeněk Potužil               |                  |         |                            |
| 28     | William Shakespeare                          |             | Othello                                                                  | 30. května 1979    | 29           | Evald Schorm                 |                  |         | Miki Jelínek               |
| 29     | Jaroslav Hašek                               |             | Švejci                                                                   | 30. listopadu 1979 | 160          | Zdeněk Potužil               |                  |         | Miki Jelínek               |
| 30     | Jorge Luis Borges, Jasuši Inoue, Octavio Paz |             | Všech svátek : Monology I                                                | 27. května 1980    | 24           | Zdeněk Potužil, Evald Schorm |                  |         | Miki Jelínek               |
| 31     | Bohumil Hrabal                               |             | Post Postřižiny                                                          | 4. října 1980      | 46           | Svatopluk Vála               |                  |         | Miki Jelínek               |
| 32     | Imre Sarkádi                                 |             | Úlet včel                                                                | 9. října 1980      | 14           | Zdeněk Potužil               |                  |         | Miki Jelínek               |
| 33     | Petr Bezruč                                  |             | Kdo na moje místo                                                        | 16. ledna 1978     | 8            | Zdeněk Potužil               |                  |         | Miki Jelínek               |
| 34     | William Shakespeare                          |             | Romeo a Julie                                                            | 4. května 1981     | 88           | Zdeněk Potužil               |                  |         | Miki Jelínek               |
| 35     | Zdena Hadrbolcová                            |             | Ach, kdybyste věděli, s jakou okouzlující ženou jsem se seznámil v Jaltě | 25. října 1981     | 13           | Evald Schorm                 |                  |         | Miki Jelínek               |
| 36     | Jack London                                  |             | Návod jak hledat zlato                                                   | 10. října 1981     | 158          | Zdeněk Potužil               |                  |         | Miki Jelínek               |
| 37     | Miki Jelínek                                 |             | Sladce a moudře                                                          | 13. prosince 1982  | 55           | Zdeněk Potužil               |                  |         | Miki Jelínek               |
| 38     | Nikolaj Vasiljevič Gogol                     |             | Revizor                                                                  | 16. dubna 1983     | 97           | Zdeněk Potužil               |                  |         | Miki Jelínek               |
| 39     | Miki Jelínek                                 |             | Důvěřivé smlouvání s osudem                                              | 30. ledna 1984     | 121          | Zdeněk Potužil               |                  |         | Miki Jelínek               |
| 40     | Johann Wolfgang Goethe                       |             | Faust                                                                    | 11. října 1984     | 70           | Zdeněk Potužil               |                  |         | Miki Jelínek               |
| 41     | kolektiv                                     |             | Setkání - Cesty                                                          | 28. října 1984     | 15           | Zdeněk Potužil               |                  |         | Miki Jelínek               |
| 42     | Ladislav Fuks                                |             | Obraz Martina Blaskowitze                                                | 27. října 1984     | 39           | Zdeněk Potužil               |                  |         | Miki Jelínek               |
| 43     | Arnošt Goldflam                              |             | Jeden den                                                                | 16. února 1986     | 21           | Zdeněk Potužil               |                  |         |                            |
| 44     | Maxim Gorkij                                 |             | Hořký Maxim                                                              | 12. května 1986    | 33           | Ondřej Pavelka Petr Koliha   |                  |         | Miki Jelínek               |
| 45     | Miguel de Cervantes                          |             | Popis práce Dona Q                                                       | 19. září 1986      | 33           | Zdeněk Potužil               |                  |         | Miki Jelínek               |
| 46     | Anton Pavlovič Čechov                        |             | Višňový sad                                                              | 26. února 1987     | 17           | Petr Koliha                  | Vítězslav Fejlek |         | Miki Jelínek               |